# Freudental
Freudental è un comune tedesco di 2 564 abitanti, situato nel land del Baden-Württemberg.